# Kin-dza-dza!
Pour plus de détails, voir Fiche technique et Distribution.
Kin-dza-dza! (Кин-дза-дза!) est une comédie dystopique de science-fiction soviétique produite en 1986 par les studios Mosfilm. Elle a été écrite et réalisée par Gueorgui Danielia. En Russie, son humour décalé en a fait un film culte.

## Synopsis
Un extraterrestre à l’allure étrange confie à deux humains, Vladimir Machkov dit Oncle Vova et Gedevan Aleksidze dit Violoniste, un appareil mystérieux. À la suite d’une manipulation imprudente, Oncle Vova et Violoniste se retrouvent transportés sur la planète désertique Plouke de la galaxie Kin-dza-dza. Peuplée d’humanoïdes télépathes, la planète cultive un curieux paradoxe.
Disposant d’une technologie très en avance sur la Terre, Plouke présente un système social proche de la barbarie...

## Distribution
- Stanislav Lioubchine : Vladimir Machkov (Oncle Vova), contremaître
- Levan Gabriadze : Gedevan Aleksidze dit Violoniste, étudiant
- Ievgueni Leonov : Uef, humanoïde
- Youri Yakovlev : Bee
- Anatoli Serenko : vagabond aux pieds nus
- Olga Machnaïa : Decont, l'assistante d'Abradox
- Lev Perfilov : Kyrr, dissident vivant sur un bateau
- Irina Shmeleva : Tsan, femme sur une charrette automotrice
- Gueorgui Danielia : Abradox, dictateur de la planète Alpha

## Le vocabulaire des habitants de Pluke
- Ké-tsé - une allumette
- Chatle - des sous

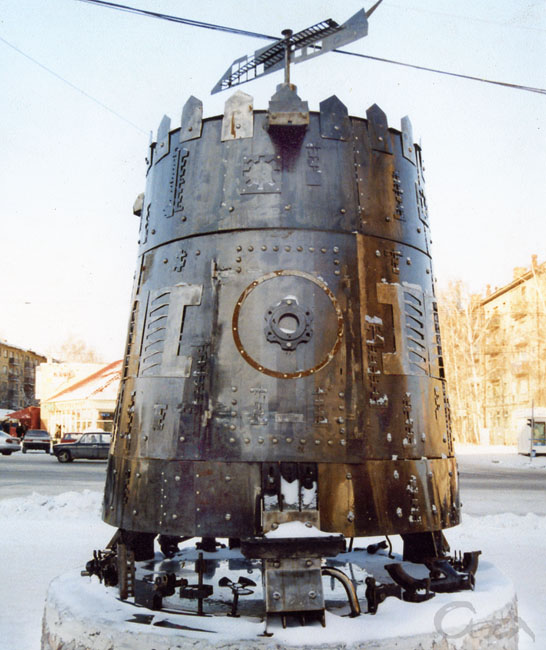
Pépélatse.

- Tsak -- une petite cloche que l'on met au bout du nez
- Tenture et Antitenture - deux parties de l'univers qui s'opposent. Pluke se trouve dans la Tenture, la Terre est dans l'Antitenture
- Pépélatse - l'appareil qui peut voler partout, même vers d'autres planètes. Le mot est formé du mot géorgien "pepela" : "papillon"
- Gravitsape - un composant qui permet au Pepelatse de voler non seulement horizontalement mais aussi dans tout l'Univers, en une seconde
- Tsape - un mot commun pour les différents composants des machines et mécanismes.
- Tranklucator - une arme.
- Visator - un petit appareil avec deux petites lampes - rouge et verte. Il aide à déterminer l'appartenance d'une personne à un des groupes sociaux - Patsakes ou Chatlanians.
- Kappe- un bouton à pression.
- Loutse - le combustible que l'on produits à partir de l'eau. On peut aussi transformer de l'eau en Loutse
- Eciloppe - un policier (du mot "police" si on le lit à l'envers)
- Etsikh - 1. une sorte de prison 2. une boîte en metal pour y détenir des prisonniers. On fixe la-dedans les nombreux clous pour rendre la punition plus sévère. Le mot provient du mot géorgien "tsikhe" - "prison").
- Ku - un mot grossier (à peu près "merde")
- Kou - tous les autres mots

## Analyse
Le film est un film culte en Russie, qui s'apparente à des films comme Donnie Darko ou La Guerre des étoiles aux États-Unis.
Les adjectifs manquent pour désigner cet OVNI cinématographique venu de l’est, ce film culte à l’humour joyeusement déjanté.
Voilà une étonnante satire de tout régime autoritaire, de toute société où l’effondrement de la culture dégénère en simple rapport de domination et d’humiliation. Si les habitants de la planète “Pluke” maitrisent une technologie avancée et pratiquent la téléportation galactique, leur société se délecte dans l’oppression la plus brutale et la plus ostentatoire. La couleur du pantalon détermine ainsi la classe sociale: le rouge est la couleur des dominants devant lesquelles les dominés doivent s’aplatir et se livrer à toutes sortes de rituels ou génuflexions ridicules, comme dans la cage en fer où se produisent les deux comédiens. S’ils sont télépathes, ils ne possèdent que deux mots dans leur langage : “Kou” et “Ku” qui scandent le film comme une litanie comique et grimaçante.
Tous les coups tordus sont possibles, tous les mensonges, surtout pour se procurer les précieuses allumettes, qui leur fournissent le carburant spatial.
Le film abonde de décors ensablés, de costumes usés jusqu’à la corde, de véhicules insolites et bringuebalants, et autres objets qui bâtissent une réalité à la fois comique, sombre et étrangement poétique.

## Adaptation en film d'animation
En 2013 est sortie l'adaptation du film en film d'animation sous le titre de 'Ku! Kin-dza-dza' (en russe : Ку! Кин-дза-дза).